# Рова (острови)
Рова (Rowa Islands) са коралови острови в Тихи океан в архипелага Нови Хебриди, с координати 13°37′30″ ю. ш. 167°31′00″ и. д. / 13.625° ю. ш. 167.516667° и. д.. Рова спадат към островната група Банкс на Република Вануату, провинция Торба. Рифът, принадлежащ към тази островна група е оформен като голяма подкова. Той защитава образуваната от песъчливи плитчини лагуна. При нисък прилив водата между петте острова разположени в лагуната е толкова плитка, че човек може ходейки да премине разстоянието между тях.
Рова са едно от най-красивите места в южния Тихи океан. Островите са част от обширна система на атоли и рифове и служат като естествена граница между Меланезия и Полинезия.
Растителността по островите е ниска, храстовидна. От цялата група острови дървета се срещат единствено на Рова, правейки го визуално по-висок, отколкото е. Тъй като островите са от коралов произход и представляват коралови вкаменелости покрити с пясък, те са осезаемо по-ниски от вулканичните си събратя. В цялата група Рова, най-голям е ненаселеният остров Енвут.
През 1939 г. след разрушителен циклон местното население напуска островите и се устройва трайно на съседните Урепарапара, Вануа Лава и Мота Лава. Следите им все още могат да се видят на остров Рова – каменни стени на селища, градини и други.